# Rue Le Goff
La rue Le Goff est une voie située dans les quartiers de la Sorbonne et du Val-de-Grâce du 5e arrondissement de Paris.

## Situation et accès
La rue Le Goff est desservie à proximité par le RER B à la gare du Luxembourg.

## Origine du nom
Elle porte le nom de Romain Le Goff, un étudiant de l'hôpital du Val-de-Grâce qui mourut à la suite de son dévouement lors d'une transfusion sanguine à un blessé de la bataille de Champigny de 1871 pendant la guerre franco-prussienne.

## Historique
Cette rue est ouverte sur un clos de vignes appartenant aux Dominicains dits Jacobins qui avaient obtenu, le 18 mars 1546, des lettres patentes de François Ier, qui leur permettaient d'aliéner ce terrain à la charge d'y bâtir.
Elle prend le nom de « rue Magdeleine », puis « rue Sainte-Catherine-d'Enfer » en raison d'une enseigne et en référence à la rue d'Enfer.
En 1853 la « rue Sainte-Catherine » a été prolongée entre les rues Saint-Thomas-d'Enfer et Saint-Hyacinthe.
La rue est renommée « rue Le Goff » en 1880.
Le 10 mai 1968, à 21 h 15, la première des 60 barricades parisiennes est édifiée rue Le Goff.

## Bâtiments remarquables et lieux de mémoire

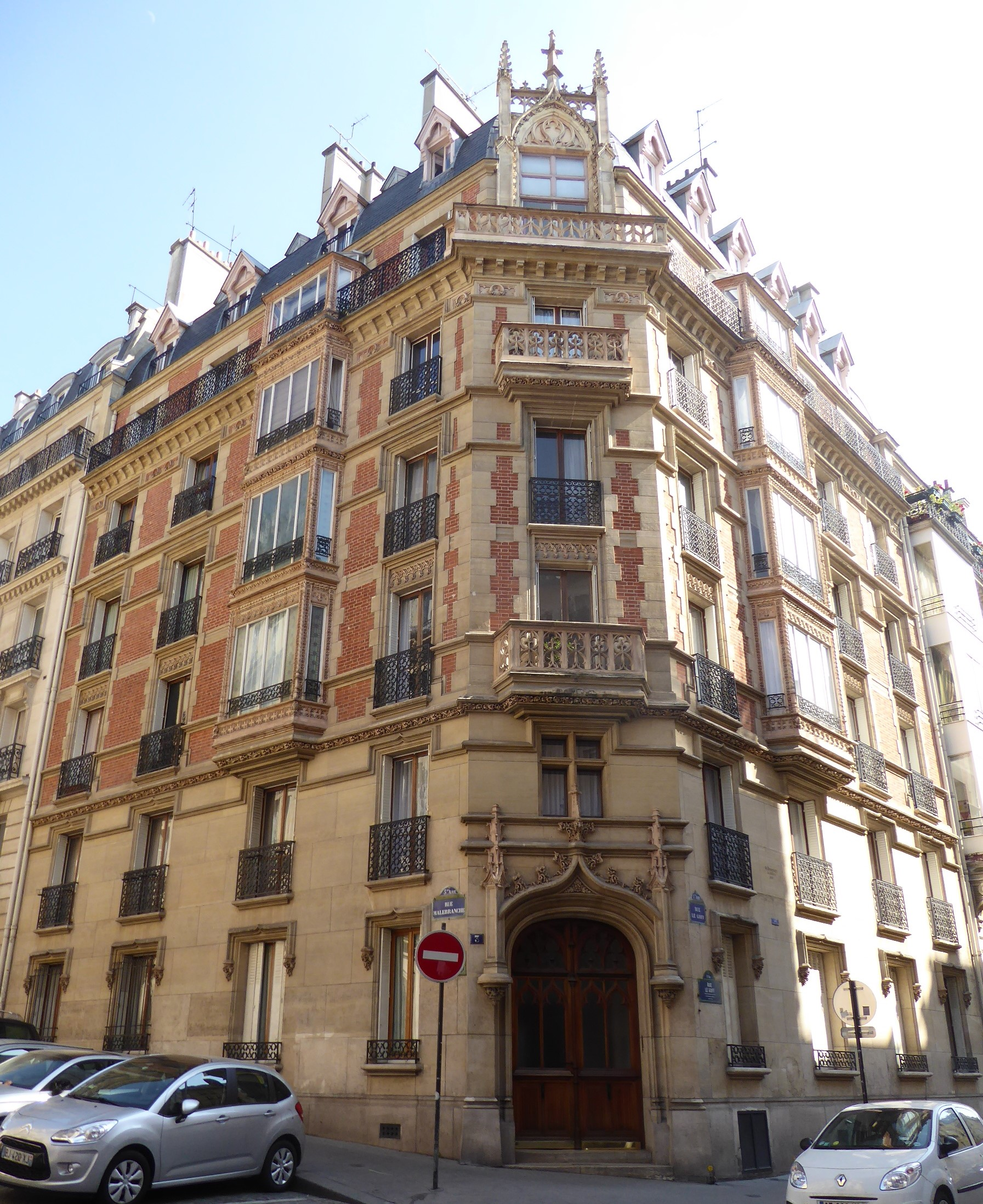
Vue de la rue et de l'immeuble de style néo-gothique s'élevant à l'angle de la rue Malebranche.

- No 1 : le philosophe Jean-Paul Sartre y passe son enfance de 1905 à 1917[3].
- No 3 : immeuble d'angle (1891) de style néogothique élevé sur les plans de l'architecte Gabriel Pasquier au débouché de la rue Malebranche, signé et daté sur la façade de la rue Le Goff : « G. Pasquier / Architecte / 1891 ».
- No 10 : le neurologue et psychanaliste Sigmund Freud (1856-1939) y a vécu en 1885 et 1886[4] ; une plaque lui rend hommage.

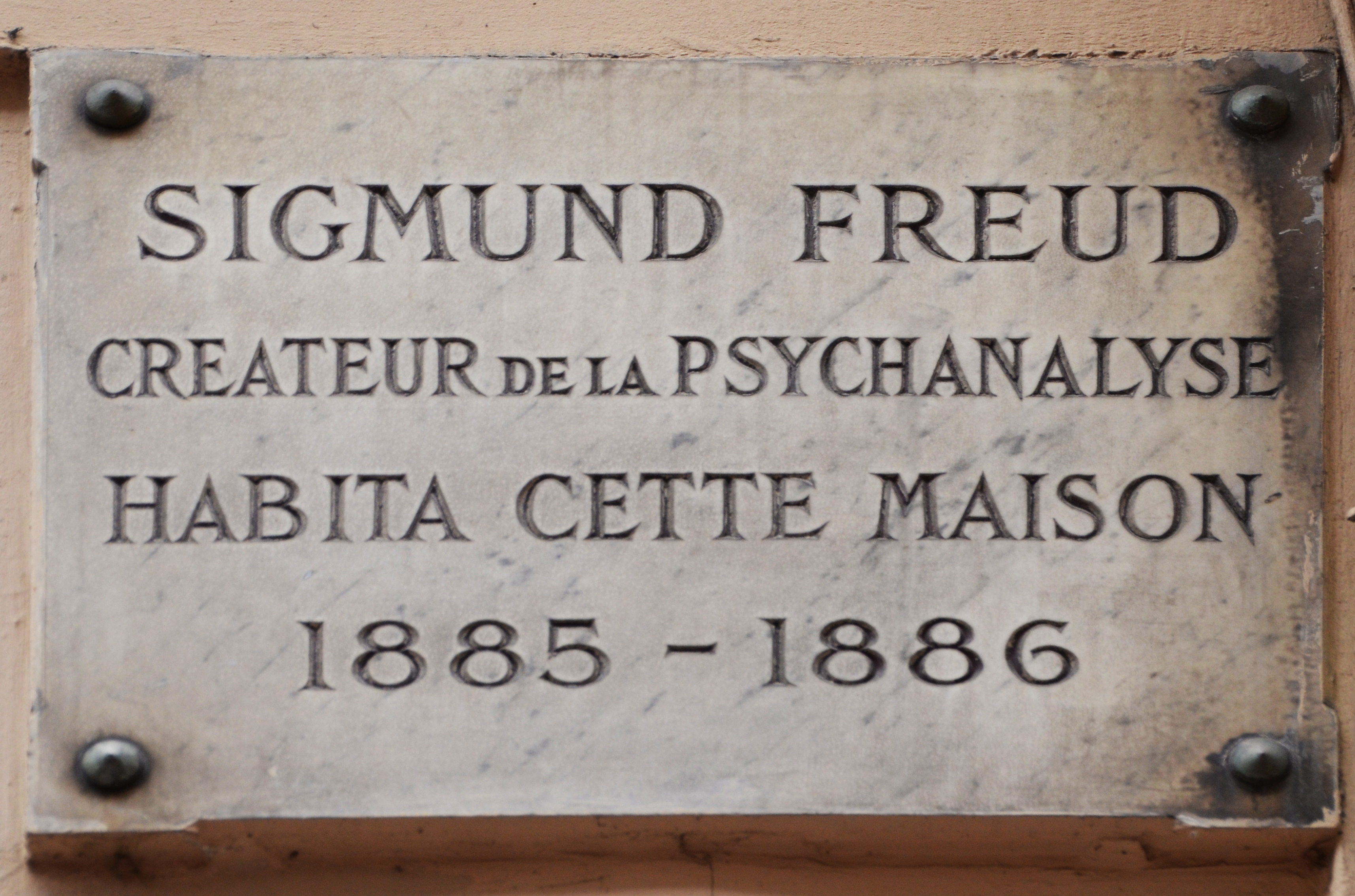
Plaque au no 10.